# Carè
El carè, també conegut com a δ-3-carè, és un dels hidrocarburs volàtils més comuns a la naturalesa i un dels principals components de la trementina. Químicament, és un monoterpè bicíclic. Presenta dos enantiòmers ((+)-δ-3-carè i (-)-δ-3-carè), degut a l'existència d'un carboni quiral en la seva estructura. És present en els olis essencials de molts arbres i plantes, com el llorer, l'arç blanc, el gerd o la majoria de les coníferes. A temperatura ambient és un líquid incolor amb molta tendència a volatilitzar-se, soluble en greixos però no en aigua (apolar). Té una aroma afruitada, que recorda a la pela de taronja.

## Efectes en humans
Els efectes depenen de la dosi. En dosis baixes, com altres terpens, pot afavorir la relaxació i la son. En quantitats elevades és un depressor del sistema nerviós central, que pot provocar mal de cap i confusió. D'altra banda, aquest compost químic té un efecte irritant per la pell i les mucoses, i una exposició prolongada pot provocar dermatitis i problemes pulmonars.

## Activitat biològica
El carè, com la gran majoria de terpens, tendeix a inhibir el creixement de fongs i bacteris. En un estudi realitzat amb tres espècies de fongs fitopatògens, el δ-3-carè va inhibir significativament el creixement dels fongs menys perjudicials, però semblava estimular el creixement del fong més patògen, que probablement estava adaptat a les defenses de l'arbre. Tal com s'ha observat per a altres terpens molt abundants en la natura, tals com el limonè o l'alfa-pinè, hi ha patogens que toleren o fins i tot aprenen a aprofitar-se d'aquests compostos defensius.